# 树雀鹀
树雀鹀（學名：Spizelloides arborea），又稱為美洲樹麻雀、冬雀，是一種中型的美洲雀。
原本分類為雀鹀屬（Spizella），但根據多位點序列分型研究顯示本種應重新分類為自己的屬。
树雀鹀臉部有灰色的銹線，兩翼是淺棕色，繁殖在阿拉斯加和加拿大北部的寒帶森林。在地面上築巢。天氣嚴寒時，遷移到美國或加拿大南部過冬。主要食物是吃種子和昆蟲及某些漿果。

## 特徵
- 體型大小：
  - 長度：5.5 英吋（14厘米）
  - 身高：0.5-1.0 盎司（13-28克）
  - 翼展：9.4 英吋（24厘米）[2]

成體有褪色的冠羽和灰色的下體，胸口有一顆小黑點。牠們背部有帶淺色條紋、翅膀為褐色帶白色條紋，有細長的尾巴，臉為灰色，眼部上面有一條褪色的線，側翼是淺褐色。牠們外觀和棕顶雀鹀（Spizella passerina）相似。
繁殖期時牠們會在阿拉斯加和加拿大北部苔原的森林進行繁殖，會在地面築巢。
牠們會遷徒到加拿大南部和美國大部分的州過冬，棕顶雀鹀常常在牠們到來時會遷徒到更南端。
树雀鹀會在地面或低矮的灌木叢裡覓食，常成群結隊的行動。牠們常常和暗眼燈草鵐（Junco hyemalis）混群找食物覓食，主要以種子和昆蟲為食，也會吃一些果實。
树雀鹀的叫聲是悅耳的高音，當音高逐漸下降，到底時會滋滋作響。

## 外部連結
- American tree sparrow species account （页面存档备份，存于） - Cornell Lab of Ornithology
- American tree sparrow - Spizella arborea （页面存档备份，存于） - USGS Patuxent Bird Identification InfoCenter
- 互聯網鳥類收藏上有关American tree sparrow的錄像、照片和音頻
- VIREO上树雀鹀的圖片
- Spizella arborea的分佈圖，IUCN紅色名錄地圖